# John Fujioka
John Fujioka, Pseudonym John Mamo, (* 29. Juni 1925 in Olaa, Hawaii; † 13. Dezember 2018 in Los Angeles) war ein US-amerikanischer Schauspieler.

## Leben
Fujioka begann seine Karriere in den frühen 1960er Jahren zunächst unter dem Namen John Mamo. Sein Leinwanddebüt hatte er 1962 in einer kleinen Nebenrolle an der Seite von Vincent Price in Bekenntnisse eines Opiumsüchtigen. Durch seine japanische Abstammung und sein markantes Äußeres (Glatze und Schnurrbart), welches er über Jahrzehnte beibehielt, war er auf bestimmte Rollen festgelegt. Zunächst hatte er kleinere Rollen in Spielfilmen wie Der Untergang Japans, Futureworld – Das Land von Übermorgen und Schlacht um Midway. 1980 hatte Fujioka in Bruchlandung im Paradies neben Elliott Gould und Geneviève Bujold eine größere Nebenrolle als japanischer Soldat auf einer einsamen Insel, der nicht weiß, dass der Krieg vorüber ist. Eine sehr ähnliche Rolle stellte er im darauf folgenden Jahr in der Bud Spencer-Terence-Hill-Komödie Zwei Asse trumpfen auf  dar. Fujioka war zudem in zahlreichen Actionfilmen zu sehen; unter anderem neben Chuck Norris in Octagon, American Fighter mit Michael Dudikoff und American Samurai an der Seite von Mark Dacascos. Seine letzte Filmrolle hatte er 2001 in Pearl Harbor als Nishikura.
Neben seiner Filmkarriere war Fujioka fast vier Jahrzehnte lang in Gastrollen in verschiedenen Fernsehserien zu sehen. 1979 erhielt er die Rolle des Kevin in der Sitcom The Last Resort, die von CBS produzierte Serie wurde jedoch nach 15 Episoden eingestellt. 1982 bis 1983 spielte er in der Fernsehserie Die Himmelhunde von Boragora in 22 Episoden die Rolle des Todo; auch diese Serie wurde nach dem Ende der ersten Staffel nicht verlängert. In der Miniserie Noble House war er als Baldhead Kin zu sehen.

## Filmografie (Auswahl)

### Film
- 1962: Bekenntnisse eines Opiumsüchtigen (Confessions of an Opium Eater)
- 1962: Das Mädchen Tamiko (A Girl Named Tamiko)
- 1970: MASH
- 1973: Der Untergang Japans (Nippon Chimbotsu)
- 1976: Futureworld – Das Land von Übermorgen (Futureworld)
- 1976: Schlacht um Midway (Midway)
- 1977: MacArthur – Held des Pazifik (MacArthur)
- 1980: Bruchlandung im Paradies (The Last Flight of Noah's Ark)
- 1980: Octagon (The Octagon)
- 1981: Zwei Asse trumpfen auf (Chi trova un amico, trova un tesoro)
- 1985: American Fighter (American Ninja)
- 1987: Steel Dawn – Die Fährte des Siegers (Steel Dawn)
- 1992: American Samurai
- 1995: Mortal Kombat
- 2001: Pearl Harbor

### Fernsehen
- 1963: Westlich von Santa Fé (The Rifleman)
- 1964: Die Seaview – In geheimer Mission (Voyage to the bottom of the sea)
- 1975: Der Sechs-Millionen-Dollar-Mann (The Six Million Dollar Man)
- 1976: Baretta
- 1976: Make-up und Pistolen (Police Woman)
- 1978: Starsky und Hutch
- 1979: Der unglaubliche Hulk (The Incredible Hulk)
- 1981: Magnum
- 1982: Quincy
- 1982–1983: Die Himmelhunde von Boragora (Tales of the Gold Monkey)
- 1983: Das A-Team (The A-Team)
- 1985: Airwolf
- 1985: Ein Engel auf Erden (Highway to Heaven)
- 1988: Noble House
- 1989: Ein gesegnetes Team (Father Dowling Mysteries)
- 1993: Raven
- 1996–1998: Walker, Texas Ranger (2 Folgen)
- 1998: Chicago Hope – Endstation Hoffnung (Chicago Hope)